# Поликсена (бабочка)
Поликсена, или зеринтия Поликсена (лат. Zerynthia polyxena) — дневная бабочка семейства парусников. Синонимы таксона: Zerynthia hypsipyle (Schulze, 1776),  Zerynthia hypermnestra (Scopoli, 1763).

## Описание
Размах крыльев самца 46—50 мм, самки — до 54 мм. Самки крупнее самцов. Основной тон крыльев жёлтый с черными полосами и красными пятнами, размер и наличие которых может варьировать.

## Ареал
Юго-Восточная и Южная Европа, на запад до юго-востока Франции, северное побережье Турции, Западный Кавказ, Южный Урал, запад Прикаспия. В горах поднимается до высоты 1000 м.

## Местообитания
К миграциям не склонны. Обитают по долинам рек в степном и лесостепном поясе, разнотравные, пойменные степи и луга.
Распространена локально в местах произрастания кормового для гусениц растения рода Кирказон (Aristolochia):
- Aristolochia clematitis
- Aristolochia pallida
- Aristolochia pistolochia
- Aristolochia rotunda

## Время лёта
Одно поколение в год.
Время лёта: вторая — третья декада апреля — первая декада мая. В зависимости от широты лет может начинаться раньше или задерживаться. Самки выходят из куколок на неделю позже самцов.
Бабочки активны исключительно в солнечную погоду. Полёт плавный, неторопливый, планирующий.

## Размножение
Яйца по одному откладываются самкой в конце мая на нижнюю сторону листьев кормовых растений. Яйцо сферическое, беловато-перламутровое, диаметром 1—1,2 мм. Стадия яйца до 5 дней.
Гусеницам свойственна олигофагия — питание очень ограниченным количеством видов растений. Гусеницы поликсены (Zerynthіa polyxena) питается лишь четырьмя видами растений рода Кирказон.
Гусеница первого возраста черного цвета. Гусеницы, начиная с третьего возраста, приобретает фиолетово-оранжевую окраску с бородавками яркого оранжевого цвета и с черной точкой посередине.
Активны и питаются только в солнечную погоду. За 3—5 дней до окукливания гусеницы перестают питаться, переходят на стебель растения и оплетают себя «пояском». Длительность стадии 18—20 дней.
Окукливание на кормовом растении, реже в укрытиях, иногда на нижней стороне камней.
Зимует куколка. Может диапаузировать два года и более.

## Охрана
Встречается редко и локально, во многих странах находится под угрозой вымирания.
Была включена в Красную книгу СССР, 1984 г. (II категория).
Внесена в Красную Книгу Украины (1994) — II категория, Беларуси (2004) — I категория. Охраняется в Словакии и Польше.